# Honda CBR 250R (2011)
Honda CBR250R — це одноциліндровий спортивний мотоцикл від Хонди, випускаються в Таїланді та Індії з 2011 року. Вони були задумані для ринків Таїланду та Індії, але продаються в усьому світі, включно із ЄС та Північною Америкою.

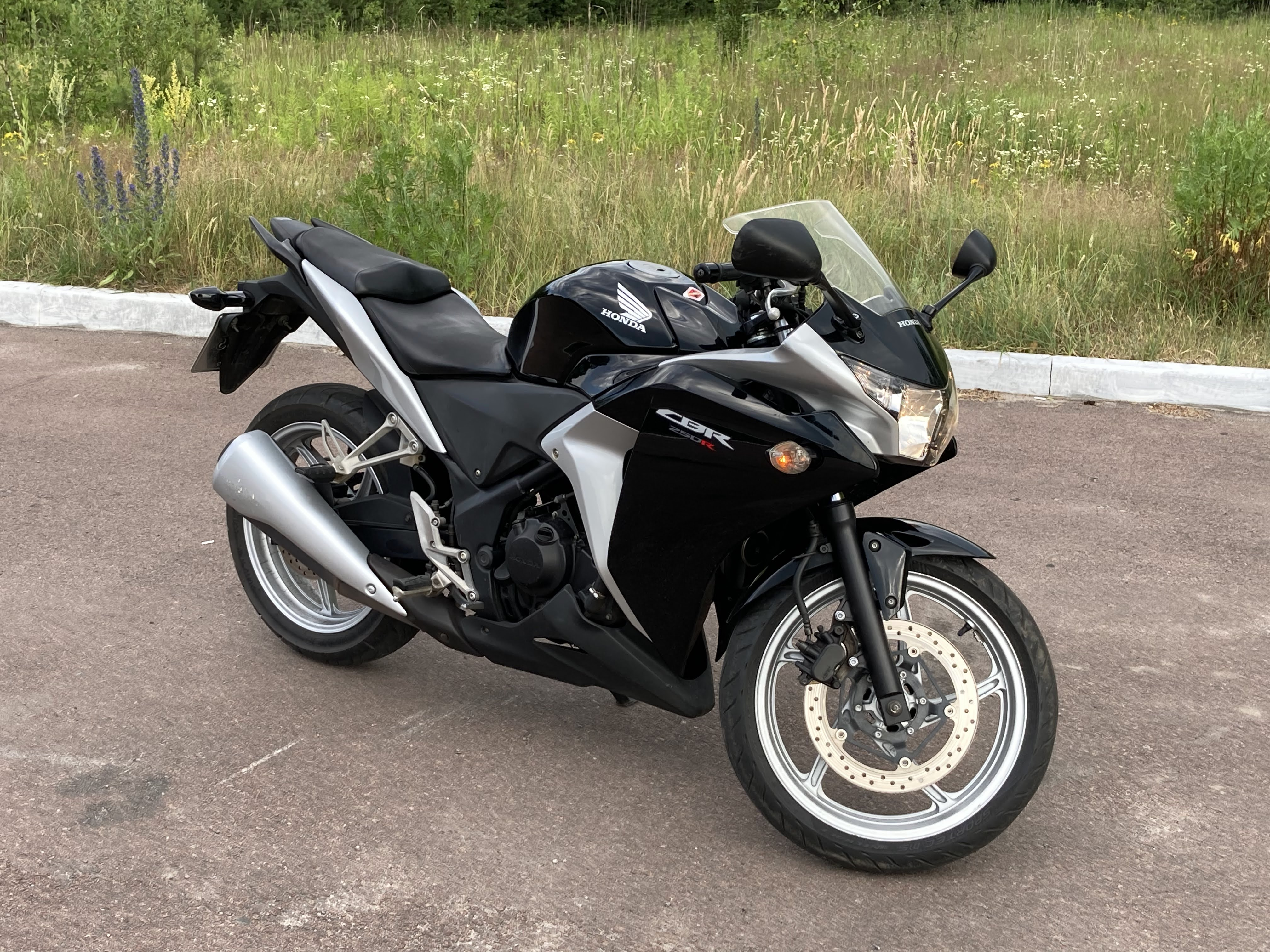
Honda CBR250R власника з Житомира

Модель бюджетного спортивного мотоцикла Honda CBR250R з'явилася 2011 року і призначалася, в основному, для країн Азії, проте офіційно постачалася до багатьох інших країн світу, включно з країнами Європи, Північної Америки та Океанії.
Мода на низькокубатурні (зокрема, з об'ємом мотора 250 см³) моделі в спортивному стилі розпочалася з Kawasaki Ninja 250R, яка дуже швидко завоювала популярність і сприяла стрімкому розвитку подібного класу мотоциклів. Компанія Honda вирішила запропонувати ринку свою модель - Honda CBR250R.
Головною особливістю Honda CBR250R є 1-циліндровий двигун рідинного охолодження, що видає 27 к.с. потужності і 23 Нм крутного моменту. Цей мотор згодом ставився також на ендуро - Honda CRF250L.
З інших технічних особливостей слід виділити сталеву раму, прості підвіски, дискові гальма (є версії з ABS + комбінована гальмівна система), інжектор, паливний бак на 13 л, 6-ступеневу КПП і від 161 кг спорядженої маси.
2013 рік став останнім роком виробництва моделі Honda CBR250R для багатьох країн світу, за винятком азіатського ринку, після чого її було замінено на оновлену - Honda CBR300R. Азіатська версія CBR250R зазнала невеликого рестайлінгу, отримавши зовнішній вигляд, ідентичний CBR300R.
У 2017 році Honda представила нову модель - Honda CBR250RR. Вона відрізняється 2-циліндровим двигуном, дорожчою ходовою частиною і сучасним зовнішнім виглядом.

## Дизайн
CBR250R тісно пов'язаний зі стилем VFR1200F, вирізняючись Y-подібними фарами та видатним середнім капотом, що створює багатошаровий образ.Цей новий напрямок у дизайні Honda дебютував на виставці Intermot у 2008 році з концептуальною моделлю V4, та CBR1000RR Fireblade 2008 року.

Концептуальна модель V4 на Intermot 2008

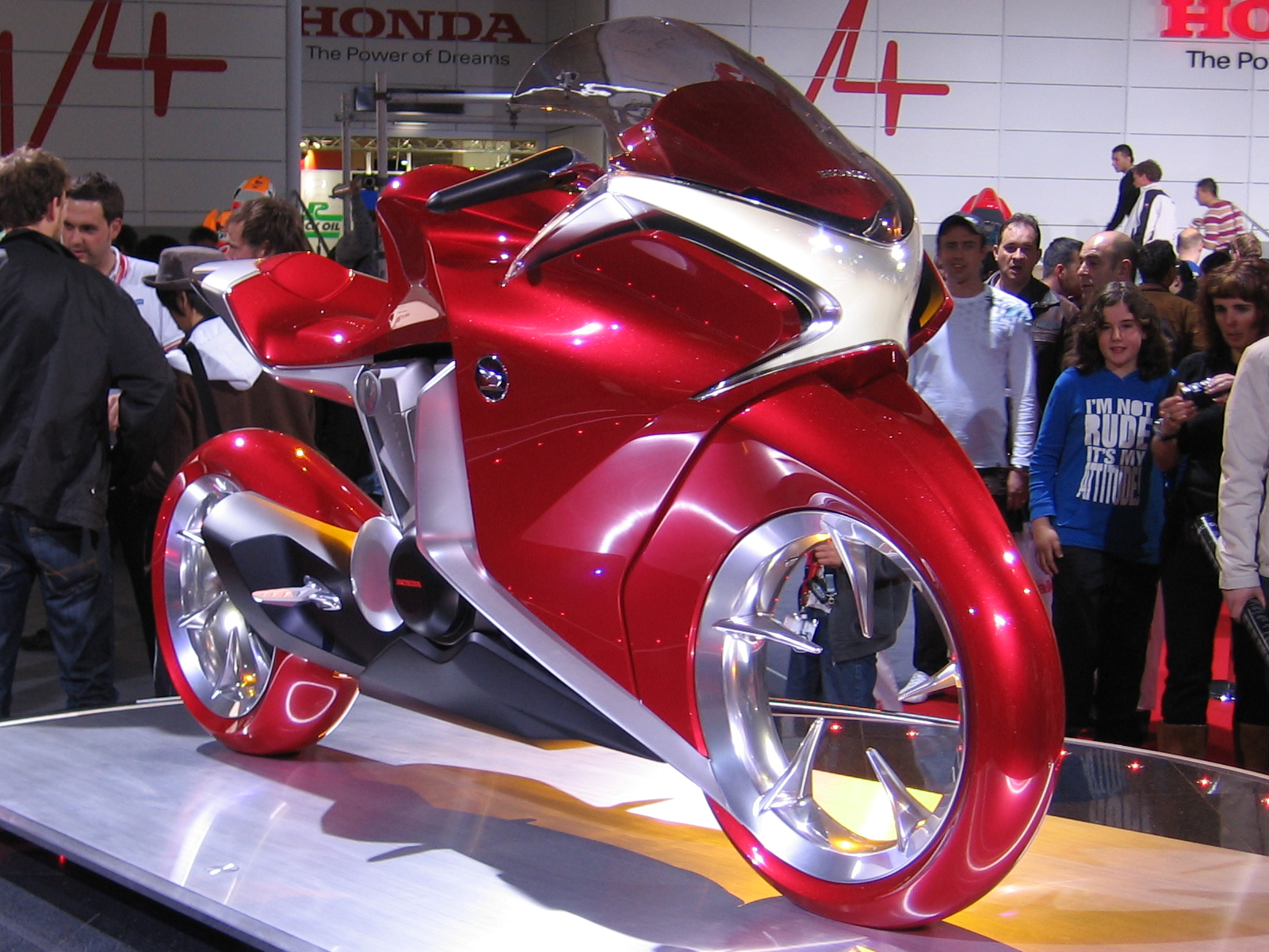
Концепт V4 на виставці Intermot-2008 (Німеччина)

Оглядач журналу Motorcycle Consumer News Глінн Керр зауважив, що новий напрямок у дизайні мотоциклів відповідає тенденціям, що імітують, але відстають від автомобільного стилю, в тому сенсі, що мотоцикли відходять від гострих, «легких», схожих на дротики форм 2010-х років до важчого, «кремезного» стилю з вищим, тупішим носом, а в автомобілях - до «завищеної» середини з короткими вікнами і товстішими стійками.  Керр наводить Chrysler 300 як найкращий приклад, а також менші автомобілі, такі як Audi A3 і Suzuki Swift, коментуючи, що «агресія тепер походить від того, що вони виглядають сильними і напористими, а не легкими і схожими на дротики... стрілу замінили на молоток».

## Критичне сприйняття
Відгуки про CBR250R, як правило, оцінюють його продуктивність у порівнянні з його головним конкурентом, яким у США та Канаді є Kawasaki Ninja 250R. Hyosung GT250, перейменований на GT250 у 2011 році, також є потенційним конкурентом на цих ринках, хоча він має гірші характеристики у порівнянні з ним.В Індії Ninja 250R та Hero Honda Karizma R є головними конкурентами.  Незважаючи на меншу пікову потужність і меншу максимальну швидкість, ніж у Ninja 250, CBR хвалили за більший крутний момент на нижчих обертах двигуна, що означало, що на ньому було легше розганятися з низьких обертів, а рушання з місця вимагало менше шуму і драматизму, оскільки Ninja доводилося розкручувати до 9000 об/хв і вище, щоб використати його більшу потужність. Це зробило CBR250R більш приємним і поблажливим в управлінні, ніж більш спортивний, але більш складний Ninja.Скарги від The Economic Times of Mumbai включали в себе тенденцію вставати, якщо гонщик робить недбалу корекцію в середині повороту, а також гальма і підвіску, що не відповідають стандартам трекових мотоциклів. Індійський оглядач також сприйняв масу 161 кг (355 фунтів) як «не таку вже й легку», в той час як американські журналісти вважали його легким, «неймовірно маневреним, рухливим ... майже занадто легким», на 16,5 фунтів (7,5 кг) легшим, ніж Ninja 250R.